# Niedenstein
Niedenstein är en stad i Schwalm-Eder-Kreis i Regierungsbezirk Kassel i förbundslandet Hessen i Tyskland.
Kommunen Ermetheis och staden Niedenstein gick 1 september 1970 samman i den nya staden Niedenstein. De tidigare kommunerna Kirchberg, Metze och Wichdorf uppgick i Niedenstein 31 december 1971.